# ジプシー (駆逐艦・初代)
HMS ジプシーは1896年から1897年の海軍見積もりで英国海軍が発注したフェアフィールド製の3本煙突、30ノット水雷艇駆逐艦である。この艦名を持つ4隻目の船となった。1913年にC級駆逐艦に指定され、第一次世界大戦ではドーバーを拠点に哨戒活動に従事した。1921年に解体されるために売却された。

## 建設とキャリア
1895年10月5日に入札の招待状が送られた。1896年10月1日にグラスゴー、ゴーバンのフェアフィールド造船所でヤードナンバー395として起工され、1897年3月9日に進水した。建造者試験の間、彼女は契約上の必要速度を達成した。1898年7月に竣工し、英国海軍に採用された。
1901年4月、デボンポート造船所の指導船団におけるHMSシールの後任として、H・L・ウェルズ中佐により就役しました。1902年3月、ジョン・ギルバート・ド・O・コーク中尉が指揮官に任命され、船団を引き継ぎました。1902年7月31日、ウィリアム・ジョージ・エルムハースト・ラック＝キーン中佐とHMSビクセンの乗組員によって再就役し、後者の船と交代して教導船団に参加した。1902年8月16日にエドワード7世の戴冠式のためにスピットヘッドで行われた艦隊閲兵式に参加し、その後1902年8月の国王のイギリス諸島巡航の際に、王室ヨット「ヴィクトリア・アンド・アルバート」の護衛を務めた。翌月には再び教導船団に復帰している。
1909年9月10日、ジプシーはボイラーの再チューブを受けるためにベルファストに向かう途中、ベルファスト湖で霧の中に座礁した。船体は穴が開き、両方のプロペラが損傷し、プロペラシャフトが曲がった。2時間後に再浮上し、ベルファストのハーランド＆ウルフ社で修理を受けた。
1912年8月30日、提督はすべての駆逐艦の等級をアルファベットで指定するよう指示し、最初の文字は「A」であった。設計速力が30ノットであり、3本のファンネルを持つことから、他の建造者の類似艦とともにC級に割り当てられた。1913年9月30日以降、C級駆逐艦として知られるようになり、艦橋の下と前部または後部ファンネルに「C」の文字が描かれるようになった。

### 第一次世界大戦
1914年8月から1918年11月まで、ドーバーを拠点とする第6駆逐隊に配属されました。第6駆逐隊に所属している間は、対鉱山哨戒、商船の護衛、ドーバー弾幕の防衛のための哨戒を行った。 
1917年11月24日、ドイツの潜水艦U-48はグッドウィン・サンズに座礁し、ジプシーと5隻のドリフターを含むイギリスの巡視船によって捕らえられた。短い砲撃戦の後、U-48の乗組員は爆雷を発射しました。U-48は19人の死者と17人の生存者を英国に救助された。1917年12月19日と20日の夜、ドイツの潜水艦UB-56は、ドーバー海峡を西に向かって潜航しながら通過しようとして、機雷に衝突した。ジプシーは潜水艦から一人の生存者を救出しましたが、間もなく死亡しました。ジプシーはその功績により、「ベルギー沿岸1914-17年」の戦いの栄誉を与えられました。
1919年、ジプシーは清算され、処分されるのを待って予備船として保管された。1921年3月17日、テインマスのC.A.ビアードに売却され、解体された。船体はダートマスの桟橋のポンツーンとして使われ、1972年まで使用された。

## ペナント番号
| ペナント番号 | から               | に            |
| ------------ | ------------------ | ------------- |
| P23          | 1914 年 12 月 6 日 | 1915年9月1日  |
| D58          | 1915年9月1日       | 1918年1月1日  |
| D43          | 1918年1月1日       | 1921年3月17日 |